# Flaccia arga
Flaccia arga är en insektsart som först beskrevs av Melichar 1914.  Flaccia arga ingår i släktet Flaccia och familjen Derbidae. Inga underarter finns listade i Catalogue of Life.